# Teucholabis decora
Teucholabis decora là một loài ruồi trong họ Limoniidae. Chúng phân bố ở vùng Tân nhiệt đới.